# Самосознание поэзии
Самосознание поэзии (фр.  La conscience de soi de la poésie) — тематическая серия международных коллоквиумов Фонда Юго (Коллеж де Франс), организованных в 1987–2006 Ивом Бонфуа с участием крупных историков, филологов, археологов, искусствоведов, музыковедов Франции, Италии, Швейцарии, Германии и других стран.
За двадцать лет участники провели в общей сложности 15 встреч, с 1995 они стали ежегодными. Материалы нескольких встреч были изданы отдельными томами (Поэзия и риторика, 1997, и др.) В 2008 вышел в свет сводный том избранных выступлений постоянных участников.

## Участники
Среди участников были (по алфавиту):
- Антуан Берман
- Ив Бонфуа
- Мартина Брода
- Харальд Вайнрих
- Фридхельм Кемп
- Карло Оссола
- Жаклин Риссе
- Жан Старобинский
- Джордж Стайнер
- Жером Тело
- Марк Фюмароли
- Жаклин Шенье-Жандрон
- Карлхайнц Штирле

## Темы
Среди тем собраний были: 
- Пьер Жан Жув (1987)
- Поэзия и музыка (1991)
- Поэзия и риторика (1995)
- Поэзия и знание (1996)
- Поэзия, память, забвение (1997)
- Родство и сыновство: самосоотнесение с другим поэтом (1998)
- Локус и место (1999, 2000)
- Образ и изображения (2001)
- Поэзия палимпсеста (2005)
- Поэзия и повествование (2006)

## Избранные тексты
- La conscience de soi de la poésie: Colloques de la Fondation Hugot du Collège de France (1993-2004). Paris: Seuil, 2008 (Le Genre Humain)